# Боковой амиотрофический склероз
Боково́й (латера́льный) амиотрофи́ческий склеро́з (БАС; также известен как боле́знь мото́рных нейро́нов, мотонейро́нная боле́знь, боле́знь Шарко́, в англоязычных странах — болезнь Лу Ге́рига (англ. Lou Gehrig’s disease) — прогрессирующее, неизлечимое дегенеративное заболевание центральной нервной системы, при котором происходит поражение как верхних (моторная кора головного мозга), так и нижних (передние рога спинного мозга и ядра черепных нервов) двигательных нейронов, что приводит к параличам и последующей атрофии мышц.
Характеризуется прогрессирующим поражением двигательных нейронов, сопровождаемым параличом (парезом) конечностей и атрофией мышц. Смерть наступает от инфекций дыхательных путей или отказа дыхательной мускулатуры. Боковой амиотрофический склероз следует отличать от синдрома БАС, который может сопровождать такие заболевания, как клещевой энцефалит.
Болезнь впервые описана в 1869 году Жан-Мартеном Шарко.
На международном уровне показатели заболеваемости боковым амиотрофическим склерозом (amyotrophic lateral sclerosis, ALS) или заболеванием двигательных нейронов (motor neurone disease, MND) по всему миру оцениваются в диапазоне от 0,86 до 2,5 на 100 тысяч человек в год, то есть БАС является редким заболеванием.

## Этиология
Точная этиология бокового амиотрофического склероза неизвестна. Примерно в 5 % случаев встречаются семейные (наследственные) формы заболевания. 20 % семейных случаев БАС связаны с мутациями гена супероксиддисмутазы-1, расположенного в 21-й хромосоме. Как полагают, этот дефект наследуется аутосомно-доминантно.
В патогенезе заболевания ключевую роль играет повышенная активность глутаматергической системы, при этом избыток глутаминовой кислоты вызывает перевозбуждение и гибель нейронов (т. н. эксайтотоксичность). Сохранившиеся мотонейроны могут спонтанно деполяризироваться, что клинически выявляется фасцикуляциями.
Учёные из Университета Джонса Хопкинса в Балтиморе установили молекулярно-генетический механизм, лежащий в основе возникновения данного заболевания. Он связан с появлением в клетках большого количества четырёхспиральной ДНК и РНК в гене C9orf72, что приводит к нарушению процесса транскрипции, а, следовательно, и синтеза белка. Однако вопрос о том, как именно эти изменения ведут к деградации мотонейронов, остаётся открытым.
Также важное значение в патофизиологии имеет TDP-43, который был определён как основной компонент убиквитинированных цитоплазматических белковых агрегатов у всех пациентов со спорадическим БАС, но расположенный вне ядра (в нормальных нейронах он находится в ядре). Несмотря на то, что вопрос того, являются ли данные агрегаты причиной нейродеградации при БАС, остаётся открытым, мутации в TARDBP были обнаружены всего лишь в 3 % случаях наследственной формы склероза и у 1,5 % пациентов со спорадическим БАС, позволяя предположить, что агрегаты TDP-43 играют ключевую роль в инициации БАС. Помимо мутаций в гене TARDBP ионы цинка также могут вызывать агрегацию TDP-43.
Обнаружение мутаций гена FUS (Fusion in Sarcoma — ген «слияния в саркоме») в 16-й хромосоме, которые связаны с наследственными формами БАС, поддерживает данную теорию. Агрегаты FUS не были явно определены у пациентов с патологическими изменениями в TDP-43 или SOD1, что указывает на новый путь возникновения болезни.
В интернете существуют публикации на сайтах, в которых возникновение БАС связывается с хронической болезнью Лайма (хроническим боррелиозом). Такие сведения чаще всего распространяют сайты, поддерживаемые продавцами специфических лекарств или клиниками, специализирующимися на таком лечении. Клинические исследования достоверно показали отсутствие этиологической связи между боррелиозом и БАС.

## Факторы риска
На БАС приходится примерно 3 % всех органических поражений нервной системы. Болезнь обычно развивается начиная с возраста 30—50 лет.
Суммарный риск получить БАС в течение жизни составляет 1:400 для женщин и 1:350 для мужчин.
5—10 % заболевших — носители наследственной формы БАС; на тихоокеанском острове Гуам выявлена особая, эндемичная форма заболевания. Абсолютное большинство случаев (90—95 %) не связаны с наследственностью и не могут быть положительно объяснены какими-либо внешними факторами (перенесёнными заболеваниями, травмами, экологической ситуацией и т. п.).
Несколько научных исследований нашли статистические корреляции между БАС и некоторыми сельскохозяйственными пестицидами.

## Течение болезни
Ранние симптомы болезни: подёргивания, судороги, онемение мышц, слабость в конечностях, затруднение речи — также свойственны многим более распространённым заболеваниям, поэтому диагностика БАС затруднена — до тех пор, пока болезнь не развивается до стадии мышечной атрофии.
В редких случаях возможно наличие продромальной фазы, до 1 года, во время которой будут наблюдаться изолированные фасцикуляции и/или судороги.
В зависимости от того, какие части тела поражены в первую очередь, различают:
- БАС конечностей (до трёх четвертей больных) начинается, как правило, с поражения одной или обеих ног. Больные чувствуют неловкость при ходьбе, негибкость в голеностопе, спотыкаются. Реже встречаются поражения верхних конечностей, при этом затруднено выполнение обычных действий, требующих гибкости пальцев или усилия кисти.
- Бульбарный БАС проявляется в затруднении речи (больной говорит «в нос», гнусавит, плохо управляет громкостью речи, в дальнейшем испытывает трудности с глотанием).

Во всех случаях мышечная слабость постепенно охватывает всё больше частей тела (больные бульбарной формой БАС могут не доживать до полного пареза конечностей). Симптомы БАС включают признаки поражения как нижних, так и верхних двигательных нервов:
- поражение верхних двигательных нейронов: гипертонус мышц, гиперрефлексия, аномальный рефлекс Бабинского;
- поражение нижних двигательных нейронов: слабость и атрофию мышц, судороги, непроизвольные фасцикуляции (подёргивания) мышц.

Рано или поздно больной теряет способность самостоятельно передвигаться. Болезнь не влияет на умственные способности, но приводит к тяжёлому состоянию в ожидании неминуемой смерти. На поздних этапах болезни поражается дыхательная мускулатура, больные испытывают перебои в дыхании, в конечном итоге их жизнь может поддерживаться только искусственной вентиляцией лёгких и искусственным питанием. Обычно от выявления первых признаков БАС до смерти проходит от трёх до пяти лет. Однако широко известный физик-теоретик Стивен Хокинг (1942—2018) и гитарист Джейсон Беккер (род. 1969) — единственные известные больные с однозначно диагностированным БАС, у которых состояние со временем стабилизировалось.

## Симптомы
- слабость;
- мышечные спазмы;
- нарушения речи и глотания;
- нарушение равновесия;
- спастика;
- повышение глубоких рефлексов или расширение рефлексогенной зоны[18];
- патологические рефлексы;
- атрофия;
- зависание стопы;
- респираторные расстройства;
- приступы непроизвольного смеха или плача;
- депрессия.

## Диагностика

МРТ (аксиальное изображение, полученное методом инверсии-восстановления с ослаблением сигнала от жидкости) показывает увеличение сигнала T_{2} в задней части внутренней капсулы, что соответствует диагнозу БАС.

Существует множество заболеваний, вызывающих те же симптомы, что и ранние стадии БАС. Диагностика заболевания возможна только методом исключения более распространённых заболеваний. Оба ключевых признака БАС (поражения и верхних, и нижних двигательных нейронов) проявляются на достаточно развитых стадиях болезни.
Международной федерацией неврологии (англ. World Federation of Neurology) разработаны Эль-Эскориальские критерии для постановки диагноза БАС. Для этого необходимо наличие:
- признаков поражения центрального мотонейрона по клиническим данным
- признаков поражения периферического мотонейрона по клиническим, электрофизиологическим и патоморфологическим данным
- прогрессирующего распространения симптомов в пределах одной или нескольких областей иннервации, что выявляют при наблюдении за больным

При этом должны быть исключены другие причины данных симптомов.
Для электрофизиологического обследования используется электромиография, которая полезна в исследовании проводимости нервов и определении наличия признаков поражения периферического мотонейрона (потенциалы фибрилляций, потенциалы фасцикуляций, положительные острые волны и др).
Также важно дифференцировать фасцикуляции при БАС от фасцикуляций при синдроме доброкачественных фасцикуляций (англ. BFS), который зачастую диагностируется при наличии фасцикуляций и одновременном отсутствии объективной слабости и изменений на ЭМГ, и имеет чаще всего психологическую причину.
Второстепенными методами диагностики являются:
- МРТ головного и спинного мозга
- биохимический анализ крови (КФК, креатинин, общий белок, АЛС, АСТ, ЛДГ)
- клинический анализ крови
- исследование ликвора (белок, клеточный состав)
- серологические анализы (антитела к боррелиям, к ВИЧ)
- транскраниальная магнитная стимуляция (ТМС)
- биопсия мышцы или нерва

Возможные изменения при обследовании второстепенными методами диагностики:
- повышение КФК в 2-3 раза (у 50 % больных)
- незначительное повышение АЛТ, АСТ, ЛДГ
- выявление отмирания пирамидных путей на МРТ
- признаки атрофии и денервации при гистологическом исследовании

## Лечение
Больным БАС требуется поддерживающая терапия для облегчения симптомов.
Постепенно у больных начинает ослабляться дыхательная мускулатура, развивается дыхательная недостаточность и появляется необходимость в применении оборудования для облегчения дыхания во время сна (IPPV или BIPAP). Затем, после полного отказа дыхательной мускулатуры, требуется круглосуточное использование аппарата искусственной вентиляции лёгких.
Ведутся исследования по методу лечения, использующего блокировку генов, вызывающих это заболевание.

### Замедление прогрессирования
Рилузол (рилутек) — единственный препарат, достоверно замедляющий прогрессирование БАС. Доступен с 1995 года. Он ингибирует высвобождение глутамата, тем самым уменьшая повреждение двигательных нейронов. Продлевает жизнь больных в среднем на месяц, немного отдаляет момент, когда больному потребуется искусственная вентиляция легких.
HAL-терапия, новый метод роботизированного лечения, официально допущен к применению в реабилитации БАС в Европе и Японии.
В 2017 году для лечения БАС впервые за 22 года был одобрен новый препарат «Радикава» (Radicava, эдаравон), разработанный японской «Мицубиси Танабэ фарма» (Mitsubishi Tanabe Pharma). Эдаравон (edaravone), акцептор свободных радикалов, действует как мощный антиоксидант, защищая нейроны от окислительного стресса и апоптоза.
В июне 2022 года Канада одобрила новый препарат «Албриоза» (Albrioza, натрия фенилбутират + урсодоксиколтаурин), разработанный «Амиликс фармасьютикалс» (Amylyx Pharmaceuticals). Сочетание из натрия фенилбутирата (sodium phenylbutyrate) и урсодоксиколтаурина (ursodoxicoltaurine) подавляет токсичные ответы на стресс эндоплазматического ретикулума, сдерживает гибель нейронов, повышает апоптотический порог клеток.
Осуществлены клинические исследования по применению препарата мазитиниб (masitinib), тирозинкиназного ингибитора, который подавляет пролиферацию глиальных клеток и сдерживает высвобождение провоспалительных и вазоактивных медиаторов.
В 2023 г. был одобрен тоферсен.
Другие препараты: таурурсодиол.

### В России
В Москве действуют:
- Благотворительный фонд помощи людям с БАС и другими нейромышечными заболеваниями «Живи сейчас»
- Благотворительный фонд помощи больным БАС Г. Н. Левицкого. http://www.alsportal.ru
- служба помощи больным БАС при АНО «Больница Святителя Алексия».

В то же время в России многим больным БАС не оказывается надлежащая медицинская помощь. Например, до 2011 года БАС даже не был включен в список редких заболеваний, а единственный препарат, замедляющий течение болезни, Рилузол, не зарегистрирован.

## Акции в поддержку
Летом 2014 года проходила популярная вирусная акция по повышению осведомлённости о заболевании и сбор средств, получившая название Ice Bucket Challenge или ALS Ice Bucket Challenge. Летом 2018 года акция прошла повторно для сбора средств на построение клиники по борьбе с заболеванием в Южной Корее.